# 반창고

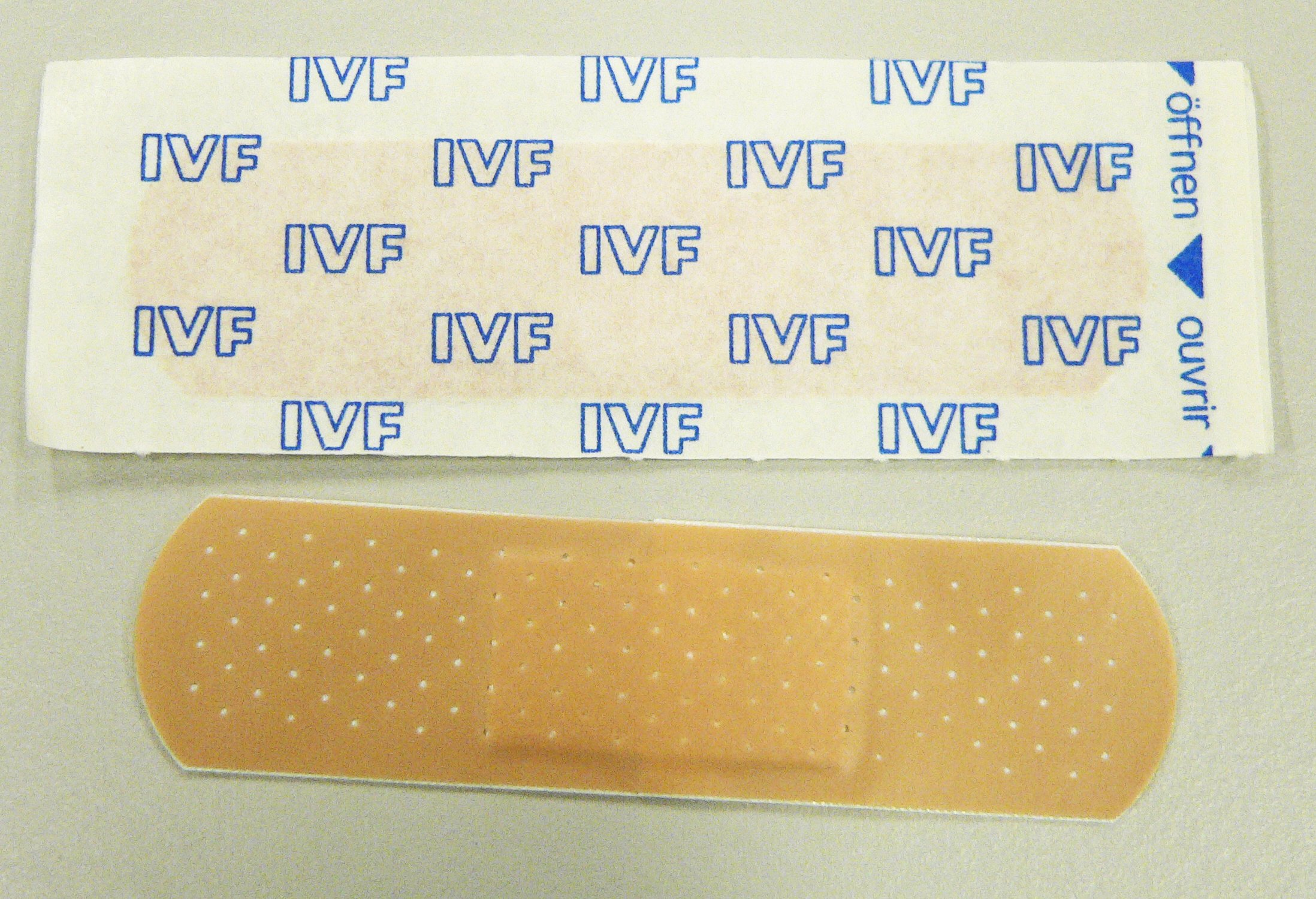
반창고의 모습.

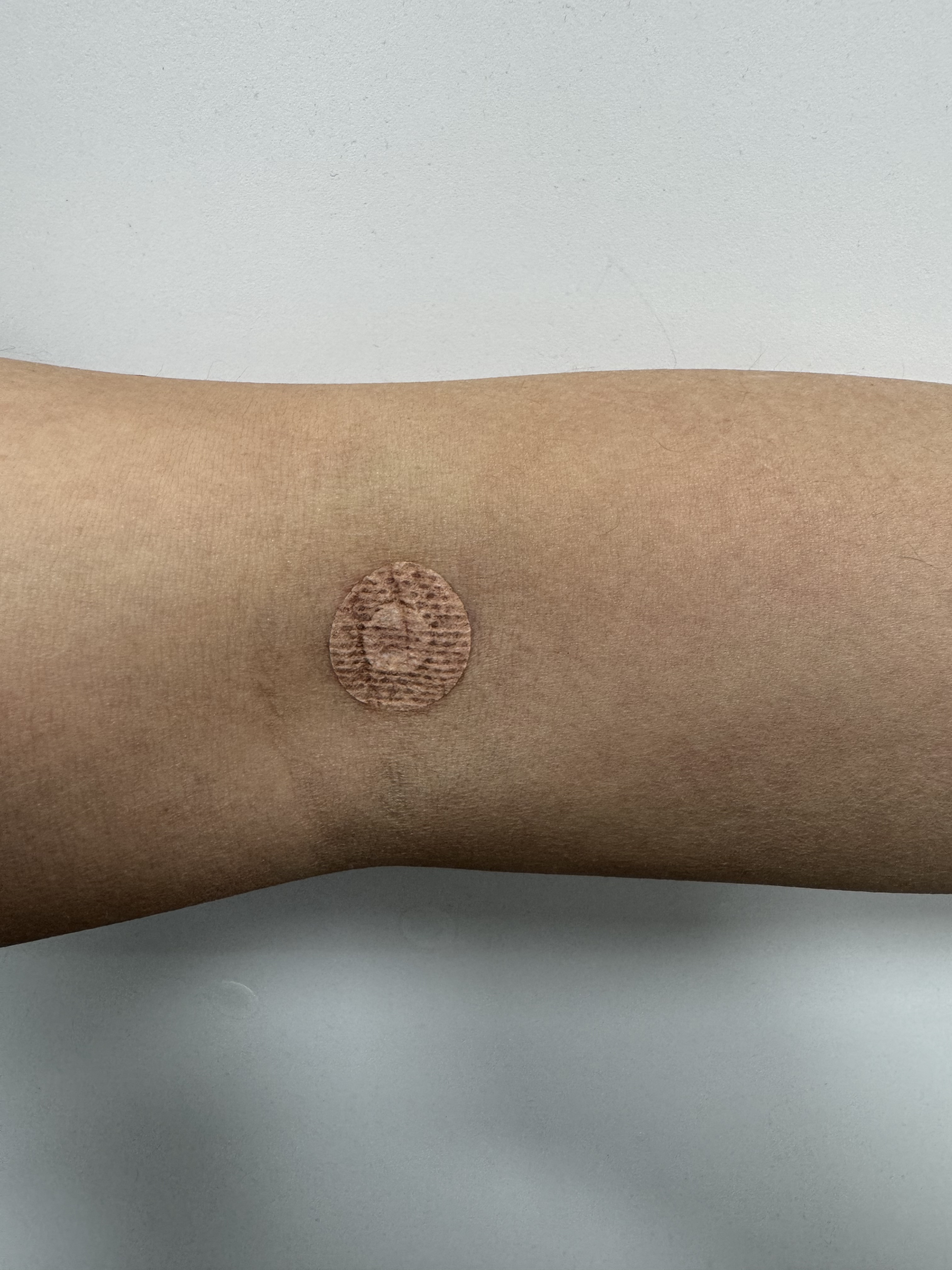
팔 안쪽에 부착된 원형 하이드로콜로이드 밴드

반창고(絆瘡膏, 영어: Plastic Bandage)는 연고, 붕대 등을 피부에 붙이기 위해 만든 헝겊이다.

## 기능
반창고는 병균이나 오염물으로부터 딱지와 상처를 보호해준다. 그러므로 신체의 치료 과정의 방해를 덜 받게 된다. 드레싱 중 일부는 소독제적 특성이 있다.

## 저명한 브랜드
- 대일밴드
- 밴드에이드
- Curad
- Elastoplast
- 넥스케어

## 같이 보기
- 붕대
- 드레싱 (의료)